# سبينوساد
سبينوساد هو مبيد حشري يتم تصنيعه من المركبات الكيميائية الموجودة في الفصائل البكتيرية من نوع Saccharopolyspora spinosa. تم اكتشاف فصيلة Saccharopolyspora في عام 1985 بواسطة عزل كمية من قصب السكر المسحوق الذي ينتج خيوطًا ذات لون وردي يميل للصفرة، مع سلاسل من الجراثيم تشبه الخرز في داخل غلاف مميز يحتوى على شعيرات. يعرف هذا النوع بالبكتيريا الهوائية، موجبة الصبغة،  nonacid-fast actinomycetes (مصطلح يستخدم للدلالة على البكتيريا التي لا يتم إزالة اللون منها عند معاملتها  بالأحماض بعد صباغتها بصبغة Basic fuchsin ).مع خيوط من mycelium. تم عزل S. Spinosa من التربة ثم  تم جمعها داخل nonoperational sugar mill rum still in the Virgin Islands. سبينوساد هو خليط من المركبات الكيميائية المستخلصة من فصيلة spinosyn التي لديها بنية عامة تتكون من نظام مركبات ذات حلقة رباعية فريدة ترتبط بالسكر الأميني (D-forosamine) والسكر المتعادل (tri-Ο-methyl-L-rhamnose) سبينوساد هو مركب غير قطبي نسبيا ولا يذوب بسهولة في الماء. وسم الفتح غير صحيح أو له اسم سييء.
سبينوساد هو مبيد حشري مبتكر من حيث طريقة عمله ومستمد من عائلة من المنتجات الطبيعية التي تم الحصول عليها عن طريق تخمير S. Spinosa. تتواجد الفصيلة البكتيرية Spinosyns في أكثر من 20 شكل طبيعي، وأكثر من 200 شكل صناعي (spinosoids) تم إنتاجها في المختبر. يحتوي سبينوساد على مزيج من اثنين من مركبات spinosoids  هما spinosyn A ، وهو المكون الرئيسي، و spinosyn D المكون الثانوي، بنسبة تقريبًا 17: 3.

## الأمان والسمية البيئية
يتميز Spinosad بالفعالية العالية  أمام مدى واسع من الآفات الحشرية، وهو ذا سمية منخفضة للثدييات، وهو صديق للبيئة، وهي ميزة فريدة له كمبيد حشري مقارنةً بالمبيدات الآخرى المستخدمة حاليًا لحماية منتجات الحبوب. يعتبر سبينوساد منتجًا طبيعيًا ومُعتمدًا للاستخدام في الزراعة العضوية من خلال العديد من الشهادات الوطنية والدولية. تكون كميات سبينوساد المستخدمة  مستقرة بدرجة عالية على الحبوب المخزنة في الصناديق، مع حماية تتراوح من 6 أشهر إلى عامين. تم الإبلاغ عن معلومات السمية الإيكولوجية للسبينوساد، وهي:
في الفئران (Rattus norvegicus Bergenhout، 1769)، جرعات عالية عن طريق الفم: LD50> 5000 مغ / كغ (غير سام).
في الجرذان (R. norvegicus) ، جرعات عالية عن طريق الجلد : LD50> 2000 مغ / كغ (غير سام).
في فصيلة (Callipepla californica Shaw، 1798)، السمية بالتناول عن طريق الفم: LD50> 2000 مغ / كغ (غير سام).
في البط (Anas platyrhynchos domestica Linnaeus، 1758)، السمية الغذائية: LC50> 5000 ملغم / كغم (غير سام).
في فصيلة rainbow trout (Oncorhynchus mykiss Walbaum، 1792)، LC50-96h = 30.0 mg / l (سامة قليلاً).
في نحل العسل (Apis mellifera Linnaeus، 1758)، LD50 = 0.0025 mg / bee )(شديد السمية إذا تم رشه مباشرة وظلت بقاياه المجففة).
فشلت دراسات التعرض المزمن في الحث على تشكيل الورم في الجرذان والفئران. الفئران التي أعطت ما يصل إلى 51 مغ / كغ / يوم لمدة 18 شهرًا لم ينتج لديها أي ورم. وبالمثل، فإن إعطاء 25 مغ / كغ / يوم للفئران لمدة 24 شهراً لم يؤد إلى تكوين الورم.